# Cospeda
Cospeda is een plaats in de Duitse gemeente Jena, deelstaat Thüringen, en telt 1.351 inwoners (ultimo 2020). Het is hoofdzakelijk een woonforensendorp.
Hemelsbreed op circa 5, maar over de weg ruim 7 kilometer ten noordwesten van de stad Jena, ietwat bezijden de hoofdwegen, liggen, op de punten van een gelijkzijdige driehoek, ruim één kilometer van elkaar, de drie dorpjes Lützeroda (noordwest), Closewitz (noordoost) en het wat grotere Cospeda op de zuidpunt. Hiertussen liggen landerijen, waar sedert 2006 één keer in de vijf jaar re-enactments van de Slag bij Jena, met bijbehorende festiviteiten, plaatsvinden.
De drie plaatsjes worden door een heuvelrug van Jena zelf gescheiden. Ten oosten van Closewitz ligt het dal van een zijbeek van de Saale. Bij dit Rautal ligt een groot veld, waar de winterakoniet in februari in grote aantallen bloeit. Het betreft hier planten van een voormalige kwekerij van dit voorjaarsgewas. In de omgeving van Closewitz, Lützeroda en Cospeda liggen nog verscheidene andere natuurgebieden, waaronder enige bossen.
Cospeda wordt in 1259 voor het eerst in een document vermeld. De plaatsnaam is volgens de meeste geleerden afgeleid van een woord gospoda, dat in een Slavische taal herberg betekent. 
Op 14 oktober 1806 begon bij Closewitz en Lützeroda  de Slag bij Jena. Hier werden Pruisische troepen verslagen door de, vanuit Cospeda opgerukte, Franse troepen van Napoleon, die daarna naar Vierzehnheiligen optrokken.

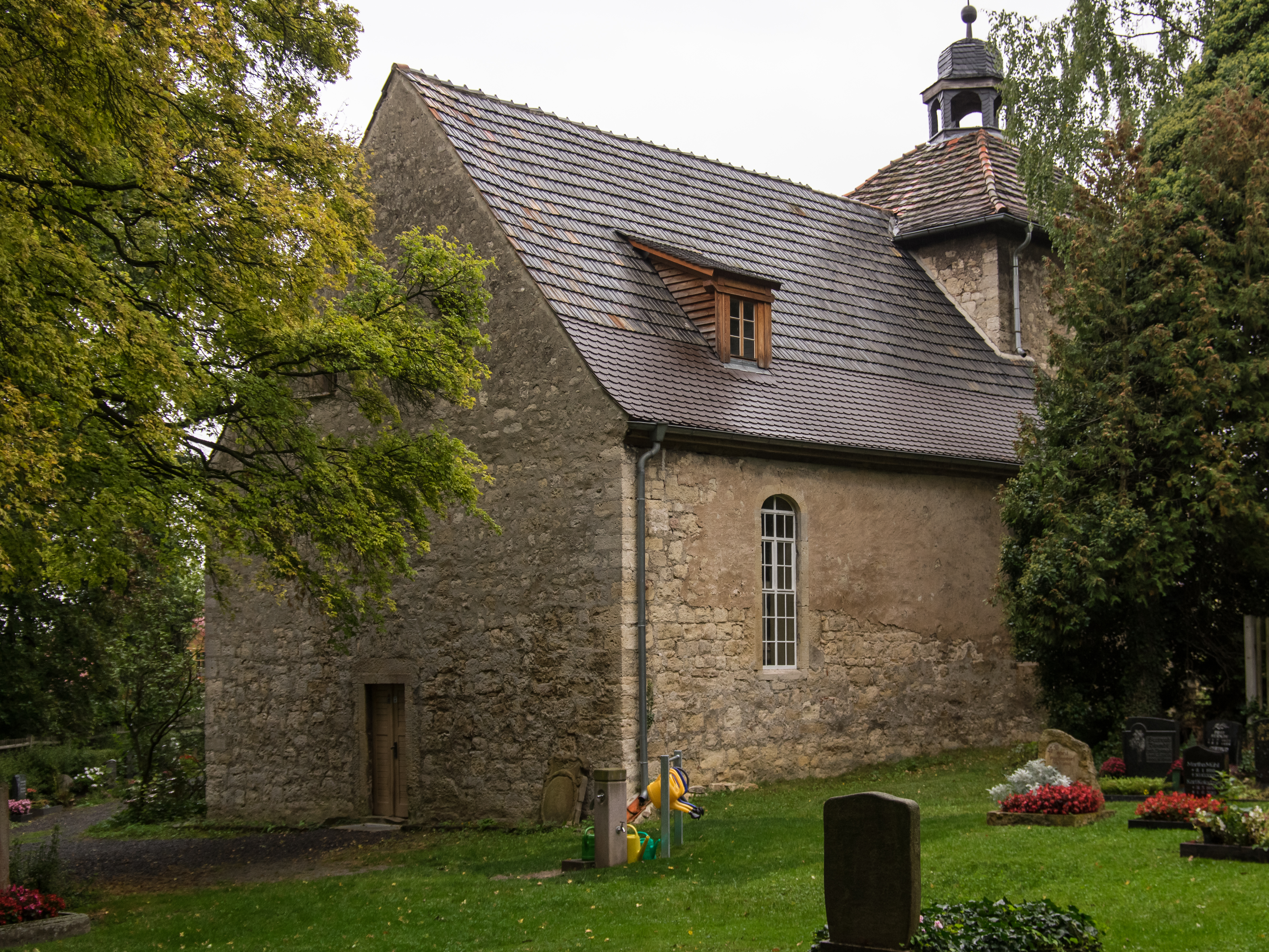
Dorpskerk van Cospeda (1)
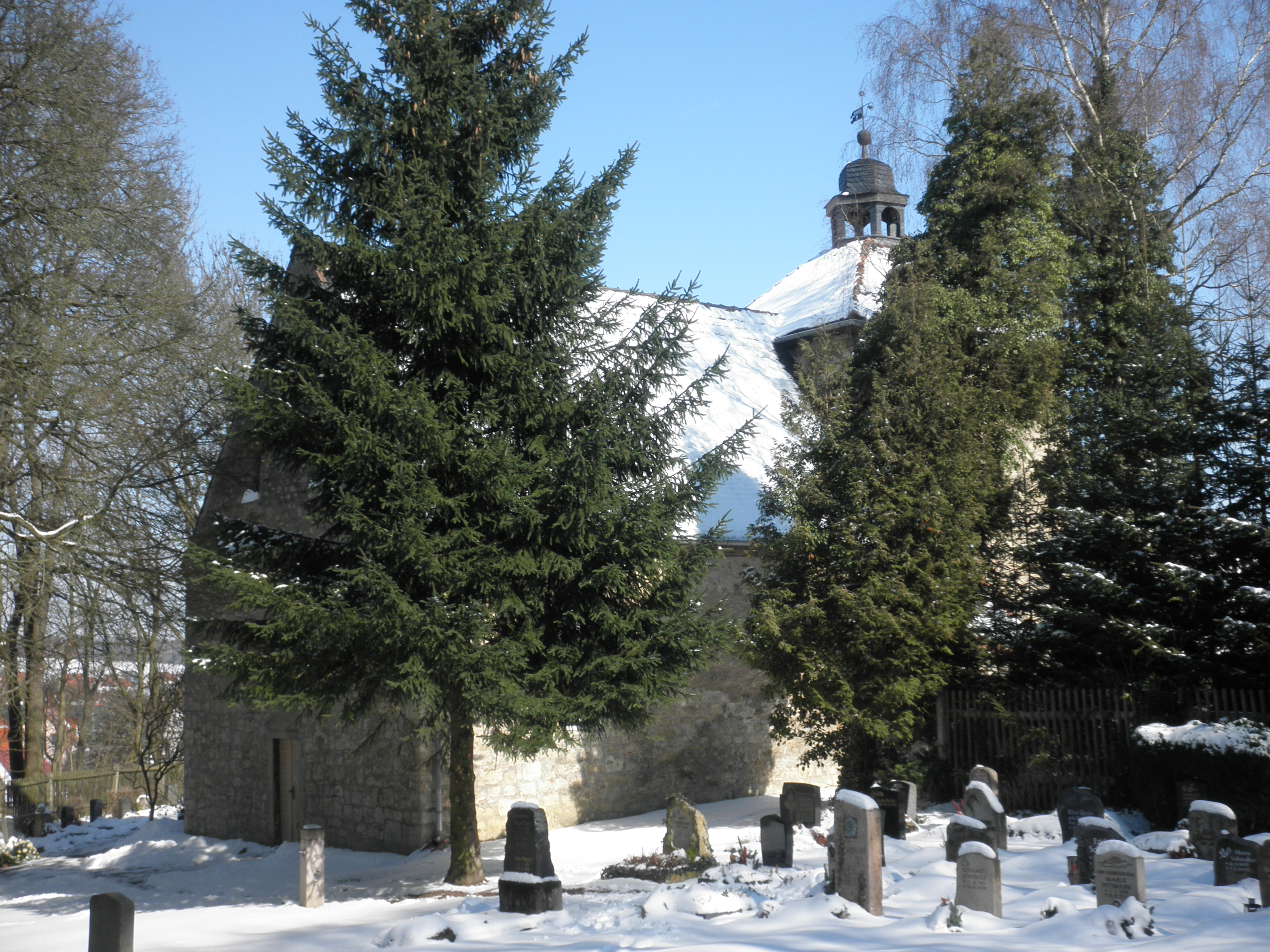
Dorpskerk van Cospeda (2)
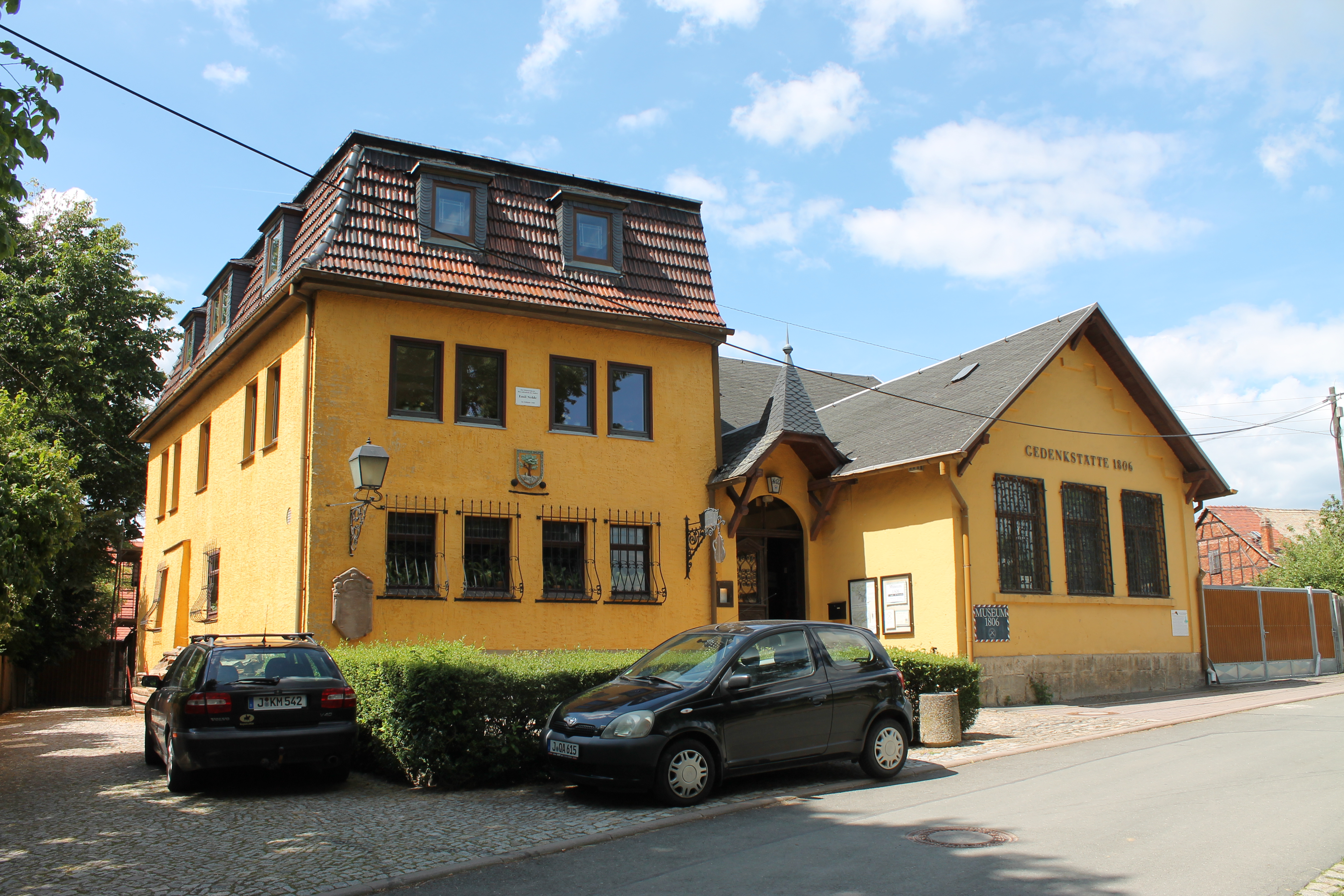
Museum 1806, museum Slag bij Jena (1806)
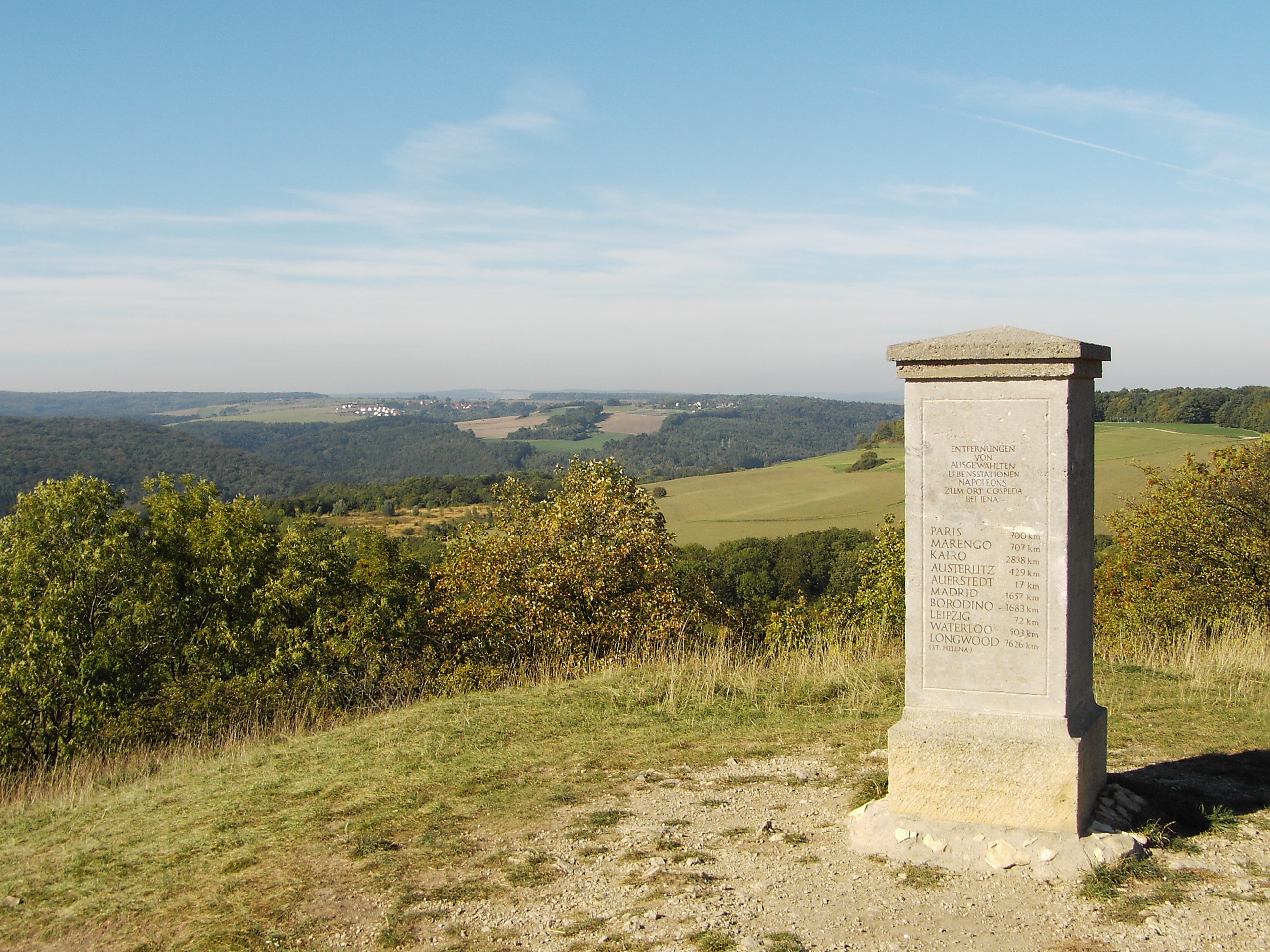
Napoleonsteen, monument Slag bij Jena
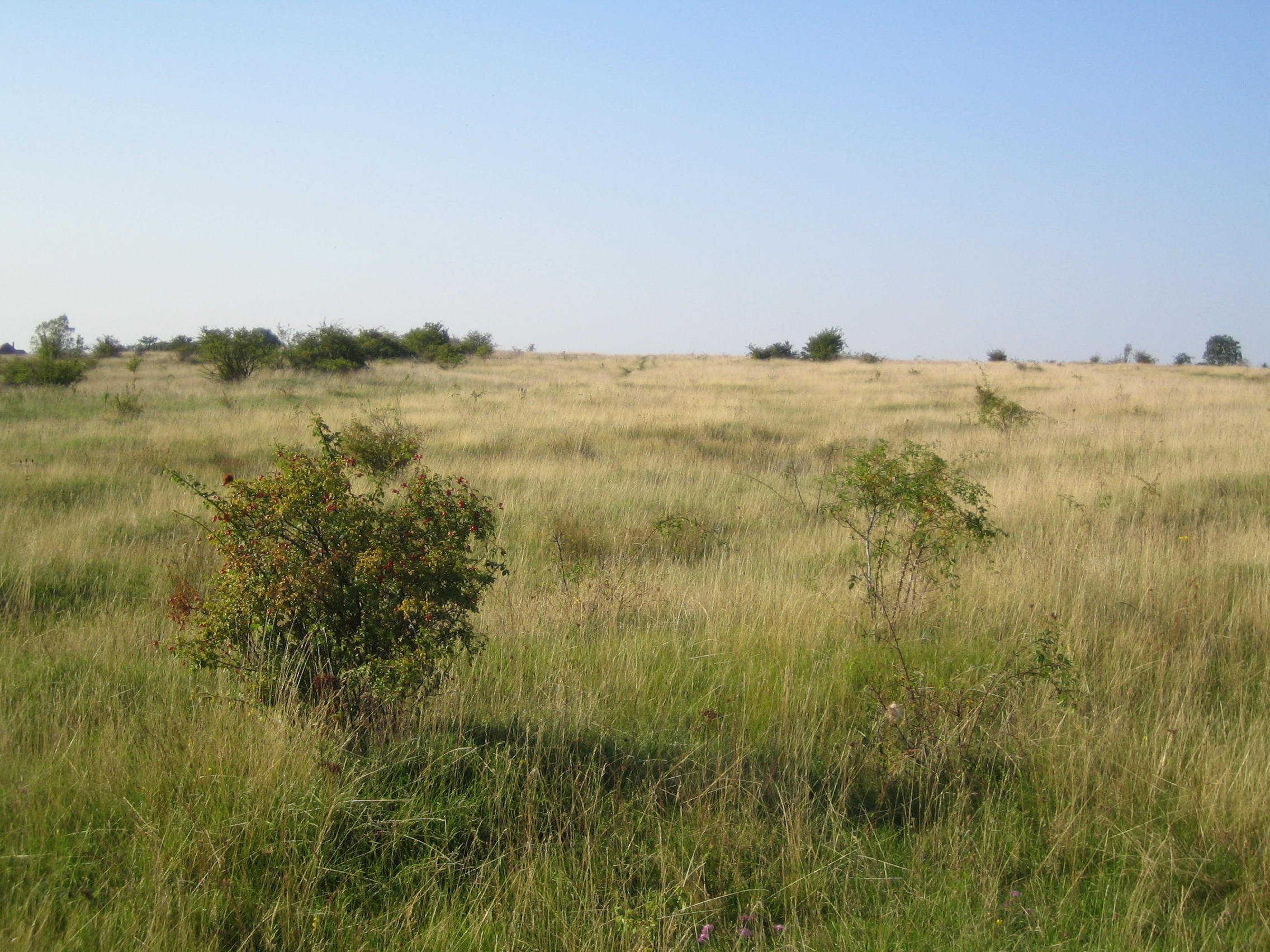
Voormalig slagveld van 1806 (de heuvel Windknollen ten oosten van Cospeda)

De dorpskerk van Cospeda, de evangelisch-lutherse Sint-Aegidiuskerk, dateert van omstreeks 1200. De kerktoren werd in of kort vóór 1700 gebouwd. 
In Cospeda staat het Museum 1806, een dependance van het Stadtmuseum Jena. Het is geheel gewijd aan de Slag bij Jena van 1806, die hier vlakbij werd uitgevochten.